# Коові
Ко́ові (ест. Koovi küla) — село в Естонії, у волості Ляене-Сааре повіту Сааремаа.

## Населення
Чисельність населення на 31 грудня 2011 року становила 8 осіб.

## Географія
Село розташоване на березі бухти Коові (Koovi laht), поблизу озера Каабна (Kaabna järv). Коові межує з селом Кіпі.
Через село проходить автошлях 102 (Мустьяла — Кігелконна — Тегумарді).

## Історія
Історично Коові належало до приходу Кігелконна (Kihelkonna kihelkond).
До 12 грудня 2014 року село входило до складу волості Люманда.

## Видатні особи

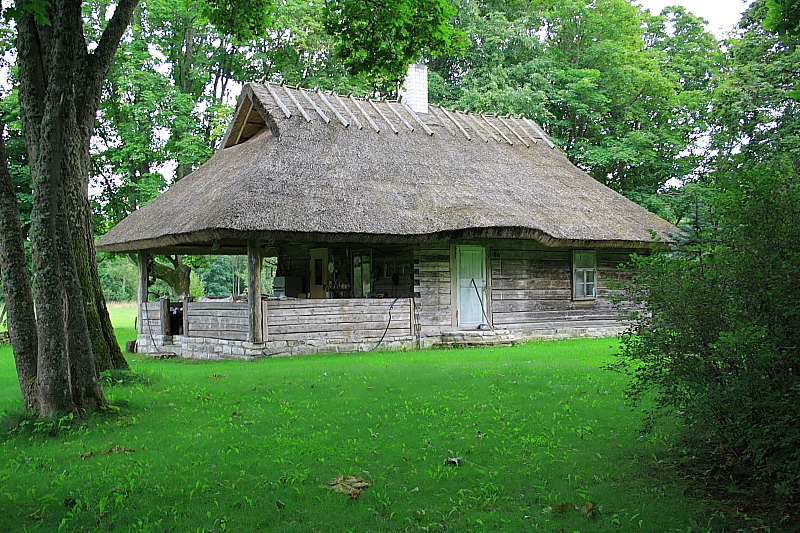
Місце народження Аугуста Мялка

У 1900 році в селі, що в той час мало назву Кіпі-Коові, на хуторі Вягіку (Vähiku talu) народився естонський письменник і політичний діяч Аугуст Мялк (1900—1987).